# Johan Casimir Ehrnrooth
Johan Casimir Ehrnrooth, ros. Йохан-Казимир Густавович Э́рнрот (ur. 26 listopada 1833 w Nastoli, zm. 5 lutego 1913 w Helsinkach) – rosyjski oficer i polityk pochodzenia fińsko-szwedzkiego, brat Magnusa Ehrnrootha, pułkownika armii rosyjskiej. Minister wojny Księstwa Bułgarii (1880–1881), premier Księstwa Bułgarii (1881).

## Początki kariery wojskowej
Pochodził z rodziny szlacheckiej o korzeniach szwedzkich, która w XVI wieku osiedliła się w Finlandii. Był siódmym z dwanaściorga dzieci gen. Gustawa Adolfa Ehrnrootha (1779-1848) i Johanny Christiny (z d. von Platen, 1796-1873). Po ukończeniu szkoły średniej w Helsinkach w latach 1845-1850 kształcił się w fińskim korpusie kadetów. Awans na oficera uzyskał 8 sierpnia 1850, w czasie służby w Lejb-Gwardyjskim Pułku Ułanów Jego Wysokości. W 1855 ukończył studia w Nikołajewskiej Akademii Sztabu Generalnego i otrzymał przydział do Sztabu Generalnego armii rosyjskiej.

## Działania na Kaukazie
W 1856 awansowany do stopnia majora, otrzymał przydział do 125 kurskiego pułku piechoty, z którym wziął udział w wojnie kaukaskiej. 3 lipca 1858 dowodzony przez Ehrnrootha oddział strzelców wyborowych odegrał kluczową rolę w działaniach przeciwko powstańcom Szamila w rejonie Jarish Madra. W czasie walk Ehrnrooth został ranny w lewe ramię. Za odwagę, którą się wykazał w czasie działań wojennych, otrzymał Order Świętej Anny 3 stopnia z mieczami, Order Świętego Stanisława 2 stopnia z mieczami, Order Świętego Włodzimierza 4 stopnia z mieczami i Złotą szablę "Za dzielność".

## W Królestwie Polskim
W 1859 został skierowany do Sztabu Generalnego, skąd w 1861 trafił do Królestwa Polskiego jako szef sztabu 6 dywizji piechoty. W tym samym roku ponownie odznaczony Orderem św. Stanisława 2 stopnia. W latach 1863–1867, w stopniu pułkownika dowodził 27 witebskim pułkiem piechoty. Brał udział w tłumieniu powstania styczniowego - podległe mu oddziały operowały w rejonie Częstochowy, a następnie w rejonie Miechowa i Olkusza. Za zasługi w działaniach przeciwko powstańcom w 1863 otrzymał Order Świętej Anny 2 stopnia z mieczami i koroną imperatorską, a rok później Order Świętego Włodzimierza 3 stopnia z mieczami.

## Wojna rosyjsko-turecka
30 sierpnia 1869 otrzymał awans na generała-majora i funkcję zastępcy dowódcy 17 dywizji piechoty. W 1874 po raz trzeci otrzymał Order św. Stanisława, tym razem 1 stopnia. W 1876 objął dowództwo 11 dywizji piechoty, na czele której wziął udział w wojnie rosyjsko-tureckiej 1877-1878. W czasie walk został ranny w szyję. 22 października 1877 awansowany na stopień generała-porucznika. 26 stycznia 1878 podległe mu oddziały zdobyły miasto Osman-Bazar.

## Bułgarska misja
Po zakończeniu działań wojennych został czasowo zawieszony w obowiązkach oficera armii carskiej i objął stanowisko doradcy księcia Aleksandra Battenberga. Uczestniczył w opracowaniu tekstu konstytucji tyrnowskiej (1879). 17 kwietnia 1880 objął stanowisko ministra wojny, które piastował do lipca 1881. Jego głównym zadaniem było przywrócenie bezpieczeństwa wschodniej części kraju, zagrożonej wysoką skalą przestępczości. W maju 1881, po zdymisjonowaniu przez księcia legalnego rządu Petka Karawełowa, nowym premierem został Ehrnrooth, obejmując także stanowisko ministra spraw wewnętrznych. Za swoją służbę w Bułgarii Ehrnrooth został uhonorowany Orderem św. Anny 1 stopnia i Orderem św. Włodzimierza 2 stopnia.

## Urzędnik do spraw fińskich
W 1882 zakończył misję w Bułgarii i powrócił do Rosji, gdzie zajmował się sprawami fińskimi. W 1883 otrzymał Order Orła Białego.
W 1888 zastąpił Theodora Bruuna na stanowisku sekretarza stanu do spraw fińskich. W 1891 podał się do dymisji i przeszedł w stan spoczynku. Zamieszkał w rodzinnym majątku Seesta. Stamtąd w 1903 przeniósł się do Helsinek, gdzie spędził ostatnie lata życia. Po śmierci został pochowany w Nastoli.
Był autorem kilku artykułów o tematyce wojskowej, które ukazały się w latach 1867-1875 w rosyjskim czasopiśmie Wojennyj sbornik.